# Marmota monax
La marmotta americana (Marmota monax [Linnaeus, 1758]) è un roditore della famiglia Sciuridae, diffuso in Canada e nella parte nord-orientale degli Stati Uniti dov'è chiamato solitamente groundhog.

## Caratteristiche
- Lunghezza del corpo 40 - 65 cm
- Lunghezza della coda 15 cm circa
- Peso 2- 4 kg (dipende dalla stagione considerando l'ibernazione.[3].
- Colore del pelo: gradazione giallo - marrone-rossiccio.

## Distribuzione e habitat
Dal Labrador alla Nuova Scozia, limitata a sud dalla Virginia, dall'Alabama, ad ovest dal Kansas e a nord, attraverso il Minnesota e il Canada centrale, dalla parte settentrionale delle Montagne Rocciose.
Il suo habitat naturale comprende boschi e terreni coltivati.

## Biologia
Buon nuotatore riesce ad arrampicarsi (a differenza di altri roditori simili).

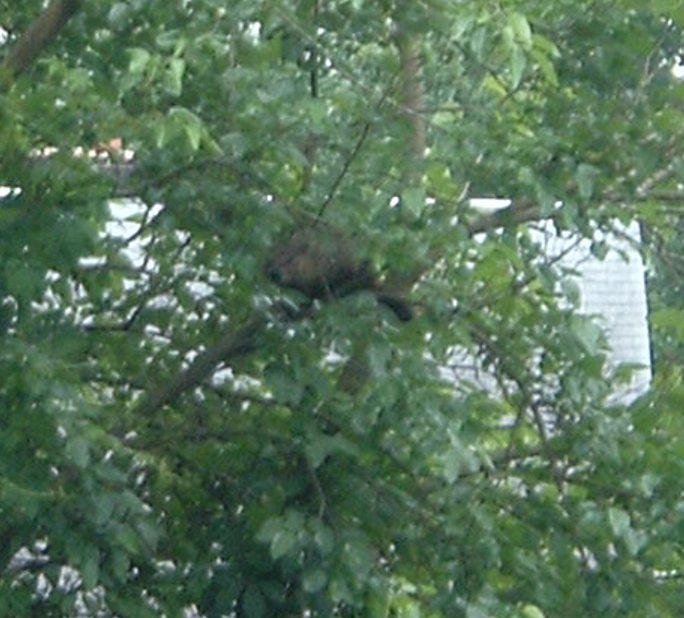
Le marmotte americane sono in grado di arrampicarsi sugli alberi e possono essere viste riposarsi sui rami.

Quando va in ibernazione vi è una diminuzione della respirazione, si contano solo 14 atti respiratori al minuto contro i normali 262, al contempo si ravvede anche una diminuzione della temperatura corporea (da 37-40 °C a 4-14 °C)

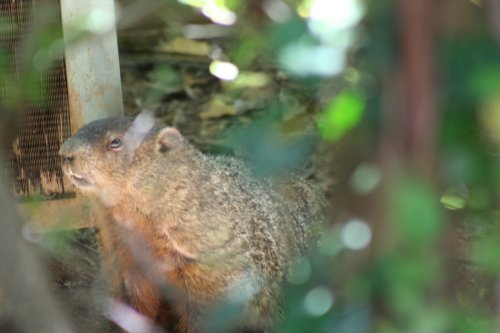
Sebbene siano solitamente timide, le marmotte americane possono andare alla ricerca di cibo nei pressi delle strutture umane.

### Alimentazione

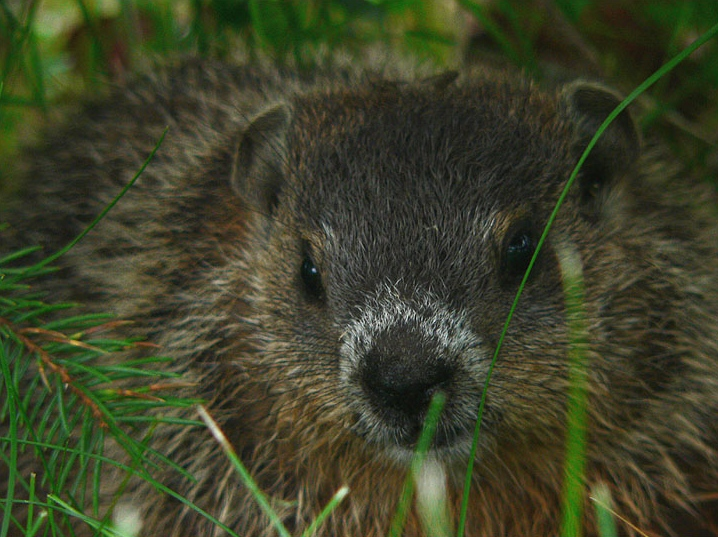
Le marmotte americane si nutrono di una vasta gamma di vegetali, come erba, trifoglio e bacche.

La marmotta americana si nutre di erba, foglie e fiori, specialmente di trifoglio, ghiande, corteccia degli alberi, lumache, insetti, piccoli uccelli, alcuni frutti come le more, i lamponi, le ciliegie e le mele.
La marmotta americana, animale solitario e diurno, ha un territorio di caccia di circa 90 m2.
Devasta i raccolti, per questo si è deciso di limitare il loro numero utilizzando del gas che viene immesso nelle loro tane.

### Riproduzione
Durante la stagione degli amori i maschi lottano per le femmine, e spesso vengono feriti in questi duelli.. L'accoppiamento avviene in marzo e aprile, la gestazione dura circa 30 giorni per dar vita dai 2 agli 8 esemplari. Il colore alla nascita appare roseo; i neonati, lunghi meno di 10 cm e del peso di circa 52 g, dopo un anno diventano sessualmente maturi.

### Predatori
La marmotta americana ha molti nemici naturali: gli orsi, i coyote, i lupi, i puma, le aquile, i falchi e i cani domestici; per la sua carne è cacciata anche dagli uomini..

## Cultura e credenze

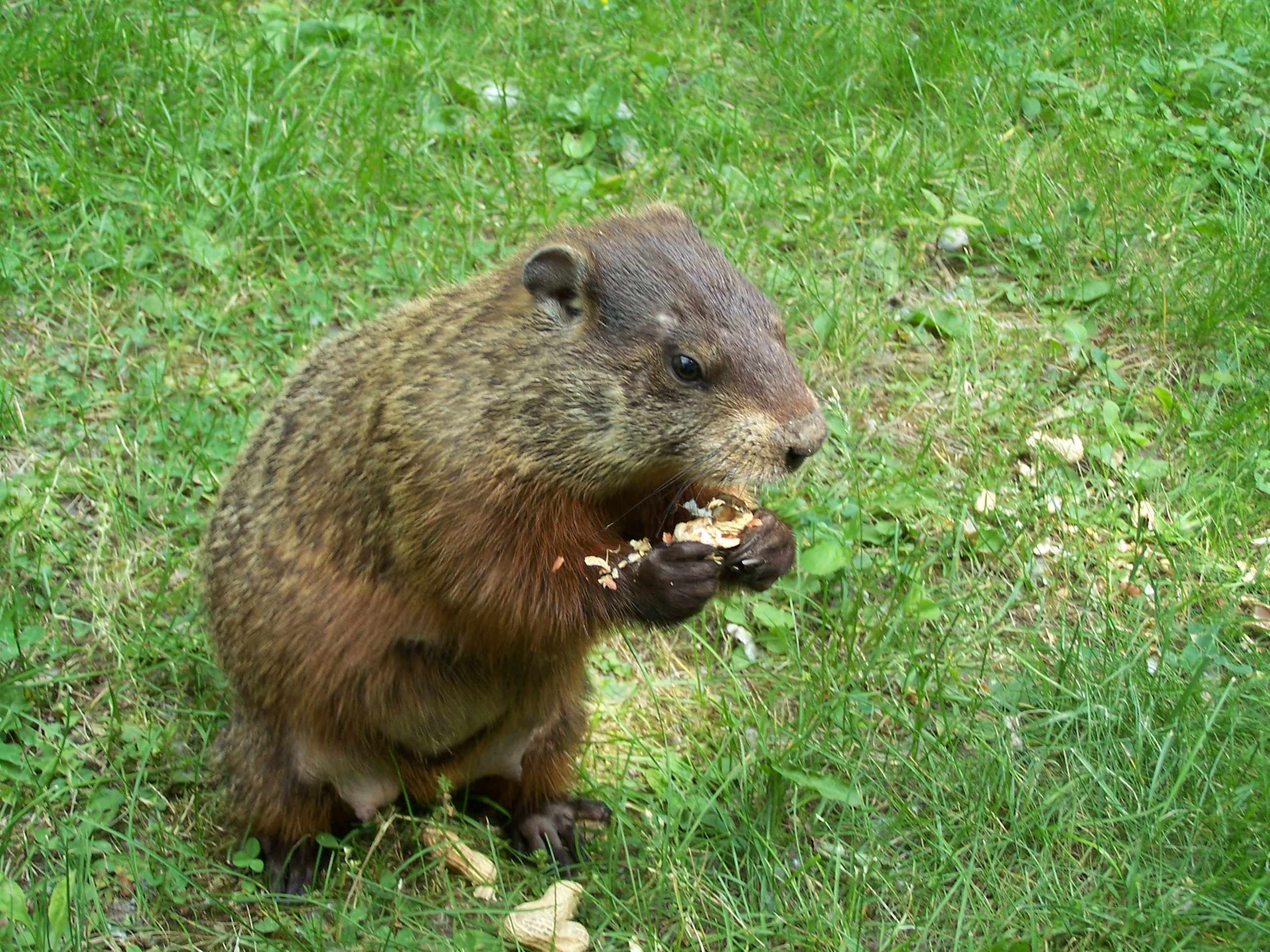
Le marmotte americane vengono spesso avvistate ai lati della strada.

Secondo un'antica tradizione pagana alpina la marmotta può indicare il tempo futuro tramite una sua insolita capacità meteorologica.
Secondo alcune usanze statunitensi e canadesi, una marmotta che venga svegliata il 2 febbraio osserverebbe la propria ombra. Se non la vede, per la giornata nuvolosa, si ipotizza una primavera precoce, se invece vede la propria ombra si rifugia subito nella tana per tornare a dormire, dato che si attendono almeno altre sei settimane di freddo e gelo. Tale tradizione, che viene cristianizzata come giorno della Candelora e festeggiata ancora oggi in molte parti d'Italia, cade il 2 febbraio, giorno a metà strada tra solstizio d'inverno e equinozio di primavera.

La tradizione ha avuto una fortuna particolare negli Stati Uniti e nel Canada (Giorno della marmotta). Nel paesino americano di Punxsutawney, in Pennsylvania, venne festeggiata da immigranti tedeschi per la prima volta nel 1886 in via formale. L'usanza persiste viva e vitale fino ad oggi con l'aiuto di "Phil" la Marmotta meteorologa, e viene festeggiata con grande partecipazione di pubblico e trasmissione in tempo reale via webcam. Ogni 2 febbraio al mattino presto, al sorgere del sole, il sindaco con tutto il consiglio comunale, accompagnati dai maggiorenti della città, rigorosamente in abito da cerimonia e cappello a cilindro nero, si reca presso la tana di Phil, che viene svegliato da un colpo di bastone dal presidente del Comitato della marmotta. Phil sceglie poi tra due pergamene, e il responso viene immediatamente pubblicato sul web. Ovviamente le capacità di meteorologo di Phil la marmotta non sono condivise dalla comunità scientifica, ma non risultano pubblicate ricerche comparative sulla effettiva differenza di attendibilità tra i sistemi di previsione.